# Eochorica balcanica
Eochorica balcanica је врста инсекта из реда лептира (Lepidoptera), који припада породици Psychidae.

## Опис
Код Eochorica balcanica дужина предњег крила  код мужјака је од 7,5 до 10. Боја предњег крила варира од светло до тамно браон са жуто-белкастим мрљама променљиве величине. Боја задњег крила варира од светло до тамно браон. Женке су без крила, што је карактеристика ове породице.

## Распрострањење и станиште
Врста је забележена у Бугарској, Северној Македонији, Грчкој и Србији. Изван Балкана, пронађена је у Турској. За Србију је евидентирана тек 2015. године у близини Прешева и на планини Старац. Насељава топла, отворена станишта са ретким растињем.

## Биологија
Одрасле јединке су активне од краја јула до септембра. На локалитету Демир капија је забележена синтропија са сродном врстом Eochorica vardarica, која се јавља касније у сезони. Осим сезонске разлике, кључни карактер за разликовање ове две врсте је грађа гениталија мужјака и женке.